# Berns Salonger

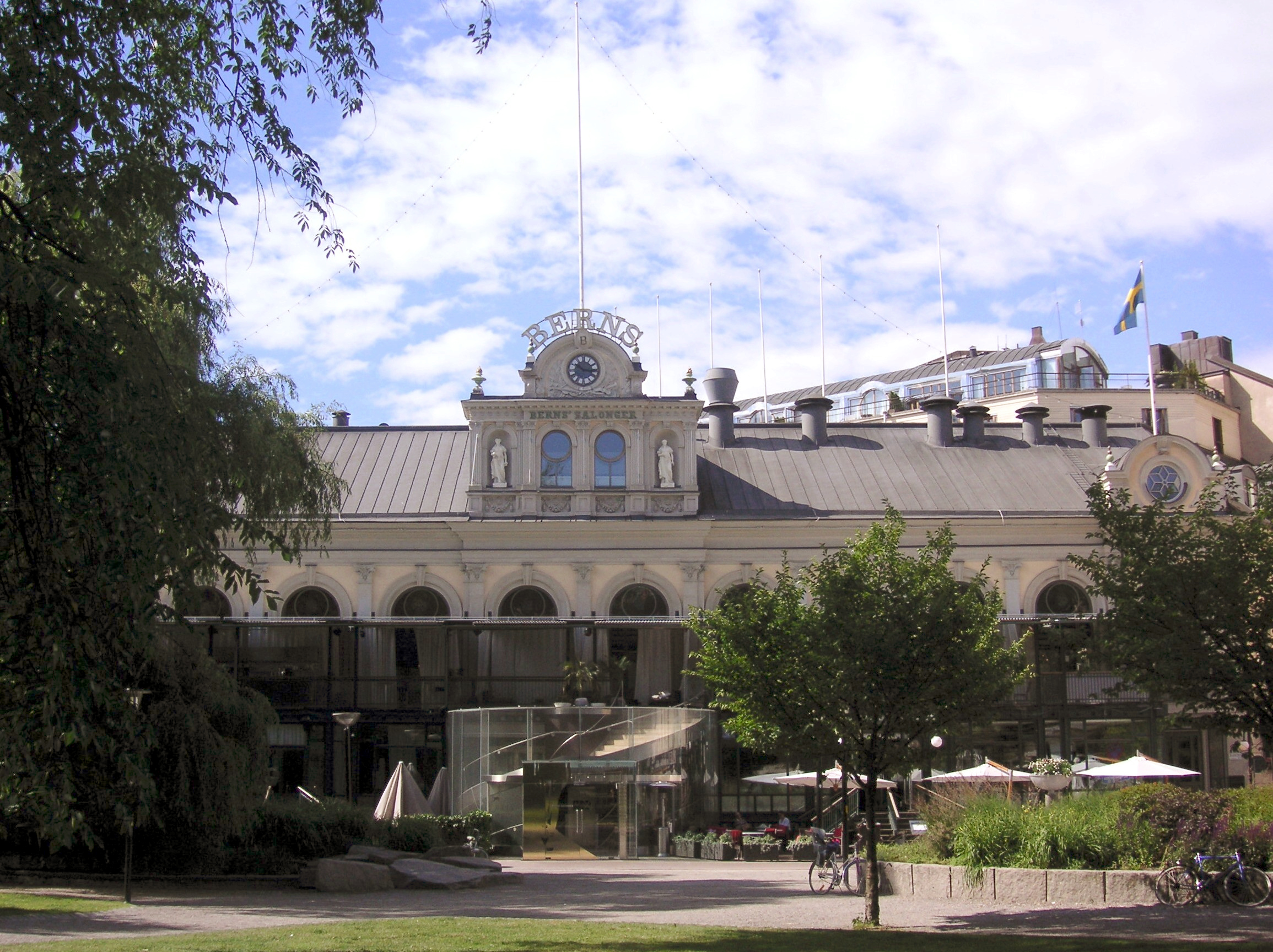
Hauptzugang zu Berns Salonger (2008)

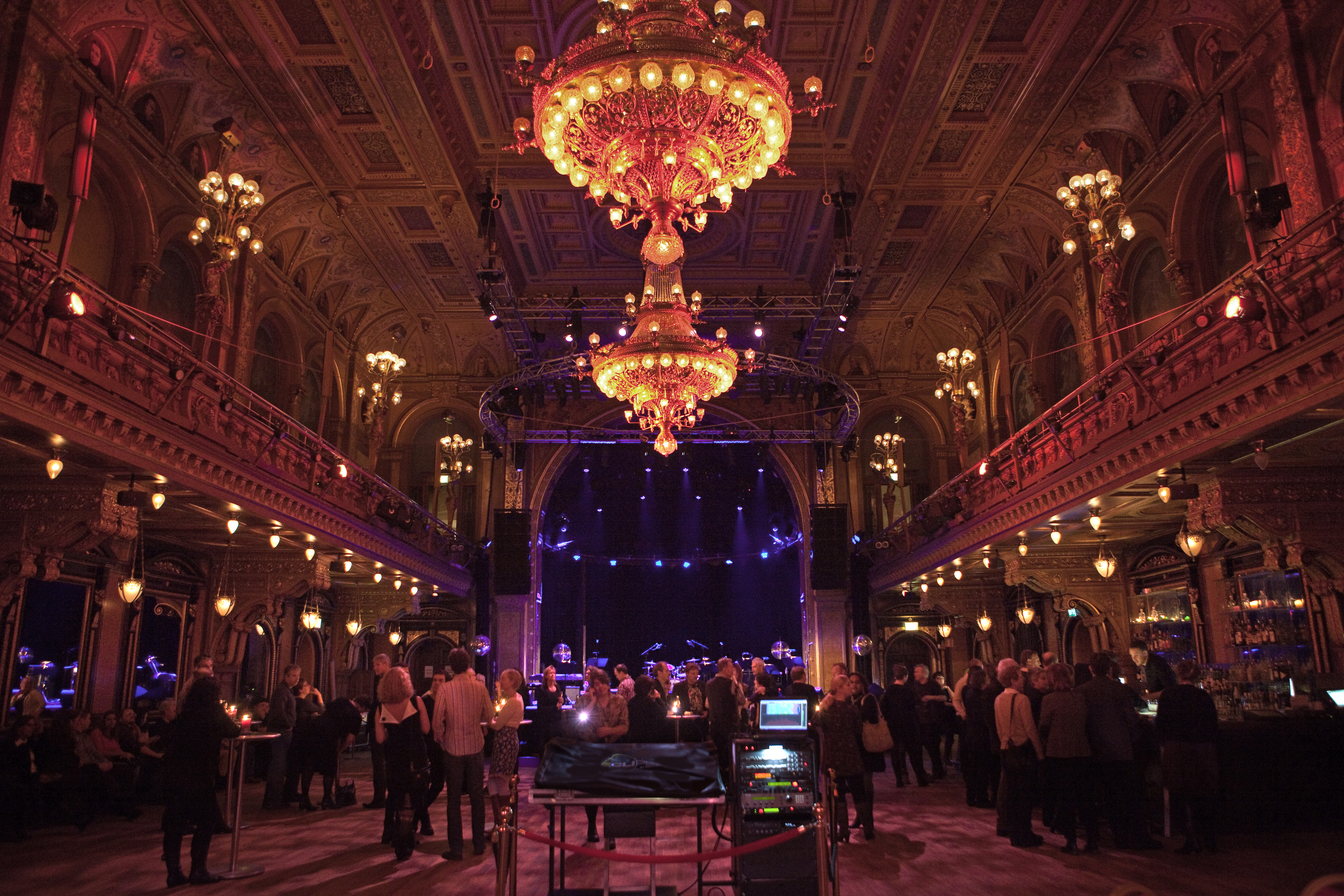
Interieur (2011)

Berns Salonger (in Schweden oft in der Kurzform Berns) ist ein international bekanntes Unterhaltungsetablissement, Restaurant, Hotel und Nachtclub im Zentrum der schwedischen Hauptstadt Stockholm. Es gilt als eines der Wahrzeichen der Stadt und liegt direkt am Berzelii Park im Stadtbezirk Norrmalm.

## Geschichte und Gegenwart
Im Auftrag des deutschstämmigen Stockholmer Konditors Heinrich Robert Berns wurde in den Jahren 1862 bis 1863 zunächst ein prunkvoller Salon mit Abendrestaurant erbaut. Architekten des im historistischen Stil errichteten Gebäudes waren Johan Fredrik Åbom, Magnus Isaeus und Gustaf Wickman. 1863 wurde es als Berns Salon eröffnet und diente dem zu Wohlstand gekommenen Stockholmer Bürgertum als gesellschaftlicher und kultureller Treffpunkt. In den ersten zwanzig Jahren seines Bestehens wurde den speisenden und trinkenden Gästen dem Zeitgeschmack entsprechende Salonmusik durch ein fest angestelltes Orchester geboten, das zeitweise sogar Symphonien zur Aufführung brachte. Vor allem die Stockholmer Jeunesse dorée, darunter der junge August Strindberg, hatte hier einen Treffpunkt gefunden. Strindberg setzte dem müßiggängerischen Treiben in Berns’ Salon mit seinem satirischen Roman Das rote Zimmer 1879 ein wenig schmeichelhaftes literarisches Denkmal.

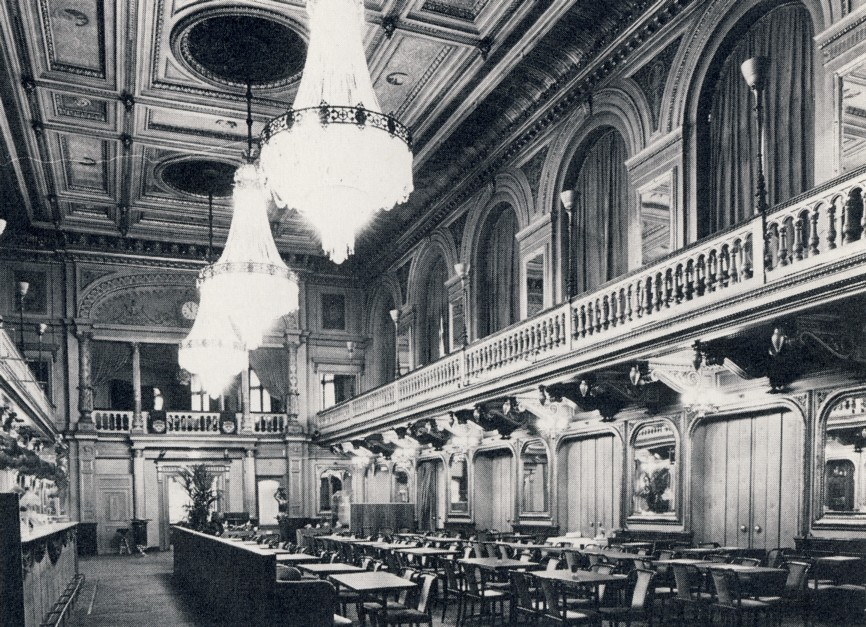
Einer der Gastronomiebereiche in Berns Salonger, mit Prunk-Lüstern sowie mit Galerien im Obergeschoss (1880)

Bei einem Ausbau in den 1880er-Jahren wurde das Etablissement erweitert und innenarchitektonisch noch üppiger gestaltet, sowie anschließend in Berns Salonger (schwedischer Plural von Salon) umbenannt. In dieser Zeit wurden auch die heute noch vorhandenen Prunk-Lüster angebracht. Seit den 1890er-Jahren entwickelte sich die Unterhaltungsgaststätte zu einem Aufführungsort der in Mode gekommenen Revuen. 1928 wurde das neu gebaute Film-, Revue- und Musicaltheater Chinateatern als eigenständiger Bau in den Gebäudekomplex integriert.
Während der folgenden Jahrzehnte entwickelte sich das Berns zu einem der international führenden Etablissements dieser Art in Skandinavien, überstand mehrere wirtschaftliche Krisen und Besitzerwechsel und wurde zuletzt 1980 umfassend ausgebaut, renoviert und modernisiert. Gegenwärtig gehören zu den Berns Salonger ein Boutique-Hotel, Konferenz- und Festräumlichkeiten, die Restaurants Berns Asiatiska und Bistro Berns im Berzelii Park, mehrere Bars, ein Nachtclub sowie eine Konzertbühne. Außerdem besteht tagsüber Zugang zum Tagungsraum des Chinateatern.
Neben Konzertereignissen, wie Bob Dylans Auftaktveranstaltung zu seiner Tournee von 2009, finden hier gegenwärtig auch Mode-Events, Kunst- und Designausstellungen sowie geschäftliche Konferenzen statt. Der Gesamtkomplex umfasst 1200 Sitzplätze. Besitzer ist derzeit das Investment-Unternehmen London & Regional Properties Limited (L 6 R) mit Sitz in London.
1985 wurde das Gebäude als Byggnadsminne unter staatlichen Schutz gestellt.

## Politik
Seit einigen Jahren ist Berns Salonger regelmäßig Schauplatz von politischen Demonstrationen und Blockaden der schwedischen syndikalistischen Basisgewerkschaft SAC. Sie vertritt die Interessen von Reinigungskräften meist aus Südamerika und der Mongolei, die in dem Hotel von Subunternehmen beschäftigt werden – aus Sicht der SAC zu menschenunwürdigen Bedingungen: Die sich meist illegal in Schweden aufhaltenden Beschäftigten müssten nach Darstellung der SAC zu Dumping-Löhnen in teilweise 22-Stunden-Schichten an 7 Tagen in der Woche arbeiten und ihre Nachtruhe auf Pappkartons in den Fluren des Gebäudes verbringen. Die Hotelleitung widersprach bislang den Vorwürfen und antwortete juristisch. Über den Konflikt und die Blockaden vor dem Berns wird in den schwedischen Medien ausführlich berichtet.
2006 war das Gebäude Ziel einer Protestaktion der schwedischen Robin-Wood-Gruppe gegen das Energieunternehmen Vattenfall, wobei die Fassade über dem Haupteingang mit einem beschrifteten Transparent verhüllt wurde („Smutsig energi har ett namn: Vattenfall“). Im April 2009 kam es während einer Pressekonferenz im Berns zu einem Anschlag von zwei Umweltaktivisten, die den damaligen CEO von Vattenfall, Lars Göran Josefsson, mit Farbbomben bewarfen.

## Trivia
Die Unterhaltungsschriftstellerin Alice Ekert-Rotholz lässt ihren Roman Mohn in den Bergen (1961) teilweise in Berns Salonger spielen.

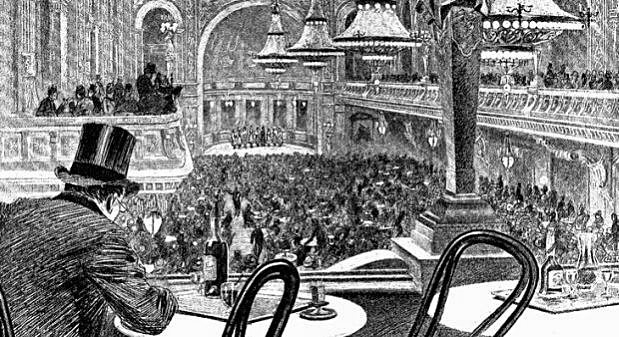
Berns Salonger (Zeichnung von Herman Feychting in der Ny Illustrerad Tidning, 1887)

„Die Amerikaner blickten erstaunt umher. Sie hatten nirgends sonst in Europa etwas wie Berns Salonger gesehen. Die pompösen Kronleuchter, die langen Galerien, die soliden Sofas, von denen man nicht wieder aufstehen mochte, die ganze old-world Atmosphäre bildeten einen verblüffenden Kontrast zu dem neuen Stockholm, dem Flughafen, dem Weltstadtverkehr am Stureplan, den neuen Wohnvierteln in den südlichen Vorstädten, die das Letzte an lichter und maßvoller Eleganz des Wohnens zeigten. – Berns Salonger war das schwedische Schlaraffenland, eine Insel des Behagens und der materiellen Genüsse.“